# Caroline Nokes
Caroline Fiona Ellen Nokes (née Perry; le 26 juin 1972) est une femme politique du Parti conservateur britannique. Elle est députée pour Romsey et Southampton North dans le Hampshire depuis 2010. De 2014 à 2015, elle est Secrétaire parlementaire privé au ministère du Travail et des Pensions. Élue pour la première fois en tant que conservateur, Nokes est exclue du parti conservateur le 3 septembre 2019 et siège en tant qu'indépendante jusqu'à sa réintégration le 29 octobre.
Elle est ministre d'État à l'Immigration de janvier 2018 à juillet 2019.

## Jeunesse et carrière
Elle est née à l'hôpital Lyndhurst et grandit à West Wellow, un village du Hampshire. Fille de Roy Perry, ancien Député européen conservateur de la circonscription de Wight et Hampshire South elle fait ses études à la Romsey School, au couvent de La Sagesse à Romsey puis au Peter Symonds 'College de Winchester, avant d'étudier la politique à l'Université du Sussex de 1991 à 1994.
Après avoir obtenu son diplôme, Nokes devient conseillère politique de son père, en tant que député européen. Avant son élection, elle est directrice générale de la National Pony Society, un organisme de bienfaisance pour le bien-être animal.
Nokes est membre du Test Valley Borough Council de 1999 à 2010, représentant le Romsey Extra Ward, et pendant un certain temps responsable du portefeuille des loisirs. Elle démissionne de son poste de conseillère lorsqu'elle est élue au Parlement en mai 2010.
Elle se présente sans succès comme candidate parlementaire conservateur pour la circonscription de Southampton Itchen aux élections générales de 2001, et la circonscription de Romsey aux élections générales de 2005.

## Carrière parlementaire
Lors de l'élection générale de 2010, Nokes est élue députée pour le nouveau siège de Romsey et Southampton North, battant l'ancienne députée libérale démocrate pour le siège de Romsey, Sandra Gidley, par 4 165 voix. Le siège antérieur de Romsey, détenu par Gidley, a disparu en raison de changements de limites. Nokes prononce son premier discours le 17 juin 2010 sur le thème de l'économie hautement qualifiée.
En juillet 2014, elle est secrétaire parlementaire du département du travail et des pensions, en tant qu'assistante du ministre chargé des personnes handicapées.

### Ministre d'État
En janvier 2018, Nokes est nommée ministre d'État à l'Immigration au ministère de l'Intérieur, un poste au Cabinet. En conséquence, elle est nommée au Conseil privé. Elle est limogée par le nouveau Premier ministre Boris Johnson le 25 juillet 2019. Elle l'a appris lorsque le journaliste John Stevens a tweeté « Caroline Nokes limogée ».

### Retrait
Le 3 septembre 2019, Nokes est exclue du groupe conservateur après avoir voté contre le parti pour prolonger le délai de sortie de la Grande-Bretagne de l'Union européenne et empêcher un Brexit sans accord. Elle est réintégrée le 29 octobre. Nokes est opposée au Brexit avant le Référendum sur l'appartenance du Royaume-Uni à l'Union européenne en 2016.
Le 29 janvier 2020, elle est élue au poste de présidente du comité des femmes et de l'égalité, succédant à Maria Miller.
Elle critique Boris Johnson pour avoir nommé l'ancien Premier ministre australien Tony Abbott, connu pour ses positions jugées climatosceptiques, homophobes et sexistes, au poste d’émissaire du Royaume-Uni pour le commerce, qualifiant cette nomination de « terrible ».

## Vie privée
Caroline Nokes a divorcé en 2012 ; elle et son ancien mari ont une fille.